# آگار (بازی)
«آگار» (انگلیسی: Agar.io) یک بازی ویدئویی در سبک بازی اکشن، بازی برخط چندنفره گسترده است که توسط Miniclip و در سال ۲۰۱۵ و در پلت‌فرم‌های اندروید، آی‌اواس، و مرورگر وب منتشر شده‌است. بازیکنان یک سلول رو در ظرف پتری کنترل می‌کنند و در این بازی هدف این است که به حداکثر حجم ممکن با خوردن سلول کوچکتر رسید البته بدون اینکه خود خورده شوید. نام این بازی از ماده آگار گرفته شده که برای کشت باکتری استفاده می‌شود. یک نسخه استیم قابل دانلود در تاریخ ۱۳ اردیبهشت ۱۳۹۴ منتشر شد و نسخه موبایل آن نیز برای آی او اس و اندروید در تاریخ ۱۷ تیر ۱۳۹۴ منتشر شد.

## گیم پلی
بازی به این شرح است که با فشار دادن کلید W مقداری از حجم خود را به بیرون پرتاب کرده یا با هر بار فشار دادن کلید Space سلول خود را به دو نیم تقسیم کنند.
بازیکنان برای ذخیره کردن میزان پیشرفت و پول خود می‌توانند با اکانت گوگل پلاس یا فیسبوک خود وارد سیستم شوند.
همچنین با نوشتن نام‌های کشورها و حیوانات و … می‌توانید پوسته خود را به آنها تغییر دهید. ها یا حیوانات و … می‌توانید
انواع حالت بازی در آگاریو عبارت است از:
- FFA: تمام بازیکنان رقیب هم هستند و برای بزرگتر شدن به هم حمله می‌کنند.
- Teams: بازیکنان در سه رنگ مختلف (سبز، آبی، قرمز) به‌طور تصادفی می‌افتند و بازی به این شرح است که بازیکن یک رنگ نمی‌تواند هم تیمی همرنگ خود را بخورد ولی می‌تواند بازیکنان دو تیم دیگر را بخورد.
- Experimental: در این حالت تکه‌هایی (ویروس) وجود دارد که می‌تواند ذرات آگار تولید کند. توسط این مولد آگار بازیکنان سریعتر بزرگ می‌شوند.

این بازی بسیاری از توسعه دهندگان را به ایجاد Agario اختصاص داده‌است.